# يون جونغ جيو
يون جونغ جيو (مواليد 20 مارس 1998) هو لاعب كرة قدم كوري جنوبي يلعب في مركز المدافع في نادي سول.

## وصلات خارجية
- يون جونغ جيو على موقع الاتحاد الدولي (مؤرشف)  (الإنجليزية)
- يون جونغ جيو على موقع دوري كوريا الجنوبية (الإنجليزية)
- يون جونغ جيو على موقع قاعدة بيانات كرة القدم.إي يو (الإنجليزية)
- يون جونغ جيو على موقع ناشيونال فوتبول تيمز (الإنجليزية)
- يون جونغ جيو على موقع Soccerway.com (الإنجليزية)
- يون جونغ جيو على موقع عالم كرة القدم.نت (الإنجليزية)